# 아재's 러브
《아재's 러브》(일본어: おっさんずラブ)는 일본의 TV 아사히 계열의 드라마이다.

## 개요
"사랑이란 무엇일까?" "사람을 좋아하게 되는 건 어떤 의미일까?"
사랑의 형태에 대해 깊이 고민하게 만드는 울고 웃으며 즐길 수 있는 아재들의 순수한 사랑이야기
SP드라마를 시작으로 점점 이야기를 넓혀가고 있는 아재's 러브
그 사랑의 끝은 어디일까?
아재's 러브 캐치프라이즈
- 어느날 난 부장님께 고백받았다! (ある日、僕は部長に告白された)
- 너와 만나서 좋았다. (君に会えてよっかた。)

아재's 러브-in the sky- 캐치프라이즈
- 어느날 난 기장님께 고백받았다! (ある日、僕は機長に告白された)
- 새로운 만남은 하늘 위에서. (新たな出会いは空の上で)

## 캐스트
드라마와 극장판의 주요인물 중심으로 작성됨 (게스트 및 비중이 적은 배역은 별도 표기하지 않았음)

### 주인공 및 히로인
하루타 소이치(33→35) - 다나카 케이
인기없는 인생 30년, 갑자기 찾아온 인기의 절정기 하지만 그 상대는 아재?!
정직한데다 정에 쉽게 이끌리고 친절한데, 근데 어쩌면 조금 멍충이
이름은 동일하게 하루타 소이치지만 각 시즌마다 미묘하게 다른 설정을 추가시켰음
SP드라마 : 아이디어굿즈 판매회사 상품개발부 사원
시즌1 ~ 극장판 : 텐구부동산 도쿄 제2영업소 사원
시즌2 : 텐구피치에어라인 신인 객실승무원
쿠로사와 무사시(55 →57) - 요시다 코타로
일에 있어 만능, 후배들이 절로 따르는 초 그레이트 상사
근데 어째서인지 하루탕 즉 하루타 소이치 그녀석이 계속 내 마음에 들어온다.
SP드라마 : 아이디어굿즈 판매회사 상품개발부 부장
시즌1 ~ 극장판 : 텐구부동산 도쿄 제2영업소 부장
시즌2 : 텐구피치에어라인 기장

### 아재's러브 SP
하세가와 유키야(25) - 오치아이 모토키
아이디어굿즈 판매회사 디자인부 소속
가사일에 만능이며 하루타와 룸쉐어중. 하루타에게 짝사랑의 마음을 품고 있음.
미나토 아스카(33) - 미야자와 사에
하루타와 입사동기
하루타와 어떤 이야기라도 터놓을 수 있는 친구. 거침없이 말하는 게 특기.

### 아재's러브
연속드라마로 만들어지면서 등장인물도 늘어나고 하루타와 룸쉐어를 하게 되는 인물도 새로운 캐릭터로 바뀌며 배우도 교체되었다.
중심무대 역시 아이디어굿즈 판매회사에서 텐구부동산으로 바뀌었다.
마키 료타(25) - 하야시 켄토
텐구부동산 본사 개발사업부에서 하루타가 소속된 도쿄 제2영업소로 발령받음
영업소에 발령받았을 당시에는 위클리맨션에 살고 있었으나 하루타가 튀김메뉴가 특기인 마키에게 룸쉐어를 요청하여 같이 살게 됨.
타케가와 마사무네(44) - 마시마 히데카즈
텐구부동산 도쿄 제2영업소 주임
독신남성으로 결벽증이 있음. 자신의 영역이 더럽혀지기 싫어서 결혼을 하지 않는 거라고 말함. 마키 료타의 전 애인.
쿠리바야시 우타마로(23) - 카네코 다이치
텐구부동산 도쿄 제2영업소 신인사원
요즘 아이라는 느낌이 확 드는 신인사원. 하루타에 대한 태도가 건방지지만 하루타는 그다지 개의치 않아 함. 무사시의 전처 쵸코에게 적극적인 대쉬.
세가와 마이카(45) - 이토 슈코
텐구부동산 도쿄 제2영업소 사원
독특한 말투와 웃는 얼굴로 사람을 매료시킴. 영업실적은 상위랭크. 예전에는 영업소의 꽃이었다고 자기 입으로 말하지만 그 진실을 어둠 속.
아라이 치즈(27) - 우치다 리오
하루타의 소꿉친구로 오빠인 텟페이의 주점 완다포우에서 아르바이트 중
사랑에 대해 성별 나이따윈 관계없다는 주의. 잘 생기고 무슨 일이든 똑부러지게 처리하는 스타일이 이상형(하루타와는 정반대).
아라이 텟페이(38) - 코지마 카즈야
하루타들이 자주 가는 주점 완다포우의 점장
독특한 요리법을 자주 생각해내어 만든 후 하루타에게 시식할 것을 권함. 멜로디가 떠오르면 항상 보이스레코더로 녹음하는 엉뚱한 성격.
쿠로사와 쵸코(50) - 오오츠카 네네
쿠로사와 무사시의 사랑하는 부인
20대때 무사시의 적극적인 대시에 반해 결혼에 골인. 결혼 30주년을 맞이하여 기쁜 마음으로 가득찬 그 때 갑자기 무사시로부터 이혼통보를 받음.

### 극장판 아재스러브
2019년 8월 23일에 극장개봉을 하였으며, 연속드라마 시즌1의 무대와 등장인물을 그대로 가지고 오면서 세계관을 보다 확장시켜 새로운 캐릭터를 투입하였다
마미아나 진 - 사와무라 잇키
텐구부동산 본사근무. 신프로젝트 "Genius7"의 리더
어느날 텐구부동산 도쿄 제2영업소를 방문하여 시급히 영업소를 비워달라고 명령함.
야마다 저스티스 - 시손 쥰
텐구부동산에 도쿄 제2영업소에 새로이 발령받은 신인사원
한자로 정의라고 쓰고 읽기는 저스티스라고 읽는 무척 삐까뻔적한 이름. 천진난만한 성격으로 하루타와 곧잘 페어를 맞추어 근무함.

### 아재's러브 -in the sky-
주인공인 하루타 소이치와 히로인인 쿠로사와 무사시만 남기고 새로운 캐스트와 세계관으로 제작된 작품이다.
무대배경도 부동산에서 항공사로 옮겨 텐구피치에어라인에서 근무하는 직원들 사이에 순수한 사랑을 그린 순수연애드라마이다.
나루세 류(30) - 치바 유다이
텐구피치에어라인에 근무하는 부조종사
근무태도는 매우 성실하고 착실한 성격. 하지만 사람 사귀는 게 매우 서투르며 그런 부분을 고려하지 않고 훅훅 들어오는 하루타같은 타입을 매우 싫어함.
시노미야 카나메(40) - 토츠기 시게유키
텐구피치에어라인의 항공정비사
정비팀의 리더적 존재. 항상 점프슈트를 입고 있음. 일에 있어서는 열혈적이고 매우 착실한 성격이지만 사적에서는 누구에게나 친절하고 때때로 멍청한 부분도 보여줌.

### 아재's러브 리턴즈
사실상 정식적인 아재's 러브 시즌2로 봐야할 작품이다. 아재's 러브 -in the sky-는 다른 세계관의 아재's 러브로 봐야 한다.
이번 아재's 러브 리턴즈에서는 시즌1 때 주인공들과 세계관을 그대로 이어간다.
이즈미 코우(45) - 이우라 아라타
텐구부동산에 중도입사한 신입사원
계장으로 승진한 하루타에게 처음으로 맞이한 부하. 감정이 겉으로 잘 드러나지 않는 성격.
리쿠도 키쿠노스케(38) - 미우라 쇼헤이
가쓰오부시무스비만 판매하는 이동식 판매점 오무스비고로린 점주. 이즈미의 동거인.

## 스태프

### 아재's러브 SP
- 각본 - 토쿠오 코지
- 주제가 - Hi-STANDARD「My First Kiss」
- 총괄책임자 - 미와 유미코(TV 아사히)
- 프로듀서 - 키지마 사리(TV 아사히), 카미우마 유키(as birds), 마츠노 치즈코(as birds)
- 연출 - 루토 토이치로
- 제작협력 - as birds
- 제작자 - TV 아사히

### 아재's러브
- 각본 - 토쿠오 코지
- 음악 - 코노 신
- 주제가 - 스키마스위치「Revival」(AUGUSTA RECORDS / UNIVERSAL MUSIC LLC)
- 기술협력 - 비디오 포커스
- 제작협력 - as birds
- 총괄책임자 - 미와 유미코(TV 아사히)
- 프로듀서 - 키지마 사리(TV 아사히), 카미우마 유키(as birds), 마츠노 치즈코(as birds)
- 연출 - 루토 토이치로, 야마모토 다이스케, Yuki Saito
- 제작자 - TV 아사히

### 아재's러브-in the sky-
- 각본 - 토쿠오 코지
- 음악 - 코노 신
- 주제가 - sumika「소원(願い)」(소니뮤직레코드)
- 기술협력 - 비디오 포커스
- 제작협력 - as birds
- 제작책임자 - 키요시 구와타(TV 아사히)
- 총괄책임자 - 미와 유미코(TV 아사히)
- 프로듀서 - 키지마 사리(TV 아사히), 카미우마 유키(as birds), 마츠노 치즈코(as birds)
- 연출 - 루토 토이치로, 야마모토 다이스케, Yuki Saito
- 제작자 - TV 아사히

### 아재's러브 리턴즈
- 각본 - 토쿠오 코지
- 음악 - 코노 신
- 주제가 - 스키마스위치「Lovin' Song」(AUGUSTA RECORDS / UNIVERSAL SIGMA)
- 제작협력 - as birds
- 총괄책임자 - 미와 유미코(TV 아사히)
- 프로듀서 - 키지마 사리(TV 아사히), 카미우마 유키(as birds)
- 연출 - 루토 토이치로, 야마모토 다이스케, Yuki Saito
- 제작자 - TV 아사히

## 방송일자
※ 부제는 원제목을 바탕으로 번역하였기에, 도라마코리아판과 다를 수 있습니다.

### 아재's러브 SP
| 방송일자 | 2016년 12월 31일        |
| 방송시간 | 토요일 심야 0:40 ~ 1:40 |

### 아재's러브
| 화                                                        | 방송일          | 부제                  | 연출              | 시청률 |
| --------------------------------------------------------- | --------------- | --------------------- | ----------------- | ------ |
| episode1                                                  | 2018년 4월 21일 | OPEN THE DOOR!        | 루토 토이치로     | 2.9%   |
| episode2                                                  | 4월 28일        | 싸움은 그만           | 야마모토 다이스케 | 4.2%   |
| episode3                                                  | 5월 05일        | 너의 이름은.          | Yuki Saito        | 3.8%   |
| episode4                                                  | 5월 12일        | 제3의 남자            | 루토 토이치로     | 3.5%   |
| episode5                                                  | 5월 19일        | Can you "Coming Out"? | 야마모토 다이스케 | 3.9%   |
| episode6                                                  | 5월 26일        | 아들을 저에게 주세요! | Yuki Saito        | 3.9%   |
| Final episode                                             | 6월 02일        | HAPPY HAPPY WEDDING!? | 루토 토이치로     | 5.7%   |
| 평균시청률 4.0% (시청률은 간토 지방·비디오 리서치사 조사) |                 |                       |                   |        |

### 아재's러브-in the sky-
| 화                                                        | 방송일          | 부제                          | 원제                     | 연출              | 시청률 |
| --------------------------------------------------------- | --------------- | ----------------------------- | ------------------------ | ----------------- | ------ |
| 1st FLIGHT                                                | 2019년 11월 2일 | 알려드립니다!                 | アテンション・プリーズ！ | 루토 토이치로     | 5.8%   |
| 2nd FLIGHT                                                | 11월 9일        | 공항의 중심에서 사랑을 외치다 | 空港の中心で愛をさけぶ   | 야마모토 다이스케 | 4.7%   |
| 3rd FLIGHT                                                | 11월 16일       | ENDLESS RAIN                  | ENDLESS RAIN             | Yuki Saito        | 3.5%   |
| 4th FLIGHT                                                | 11월 23일       | 싫어할 수 없는 우리들         | 嫌いになれない私たち     | 루토 토이치로     | 4.6%   |
| 5th FLIGHT                                                | 11월 30일       | 나로는 안 될까                | 俺じゃダメか             | 야마모토 다이스케 | 4.3%   |
| 6th FLIGHT                                                | 12월 7일        | 나와 너의 7일간               | 俺とお前の七日間         | Yuki Saito        | 4.2%   |
| 7th FLIGHT                                                | 12월 14일       | 그리고 아무도 없었다          | そして誰もいなくなった   | Yuki Saito        | 4.3%   |
| Last FLIGHT                                               | 12월 21일       | 텐구(천공)의 메리크리스마스   | 天空のメリークリスマス   | 루토 토이치로     | 5.1%   |
| 평균시청률 4.6% (시청률은 간토 지방·비디오 리서치사 조사) |                 |                               |                          |                   |        |

### 아재's러브-in the sky- 가는 해 오는 해 SP[2]
| 화   | 사이트              | 개시일    | 부제     | 부제                                                                     |
| ---- | ------------------- | --------- | -------- | ------------------------------------------------------------------------ |
| 전편 | 아베마TV 비디오버스 | 12월 24일 | 한글제목 | 크리스마스 키스 이후 불편한 두 사람... 설마하던 큰 싸움이 발생!          |
| 전편 | 아베마TV 비디오버스 | 12월 24일 | 원제목   | クリスマスキス以降気まずい二人…まさかの大ゲンカがぼっ発！                |
| 후편 | 아베마TV 비디오버스 | 12월 25일 | 한글제목 | 사랑의 카운트다운 대작전 결행! 서투른 아재들이 보낼 연말의 행방은?       |
| 후편 | 아베마TV 비디오버스 | 12월 25일 | 원제목   | 恋のカウントダウン大作戦決行！不器用なおっさんたちの迎える年末の行方は？ |

### 아재's러브 리턴즈
| 화    | 방송일         | 부제                     | 원제                     | 연출              |
| ----- | -------------- | ------------------------ | ------------------------ | ----------------- |
| 제1화 | 2024년 1월 5일 | I'll Be Back!            | I'll be back!            | 루토 토이치로     |
| 제2화 | 1월 12일       | 우리 삶에 무사시 있음    | 渡る世間に武蔵あり       | 야마모토 다이스케 |
| 제3화 | 1월 19일       | 메꽃의 두 사람           | 昼顔の二人               | Yuki Saito        |
| 제4화 | 1월 26일       | 뒷처리까지 카에레마10    | お尻を拭くまで帰れま10   | 야마모토 다이스케 |
| 제5화 | 2월 2일        | 사랑과 눈물의 신혼여행   | 愛と涙の新婚旅行         | 루토 토이치로     |
| 제6화 | 2월 9일        | 발렌타인 웨딩            | バレンタインウェディング | Yuki Saito        |
| 제7화 | 2월 16일       | 너희들은 어떻게 살것인가 | 君たちはどう生きるのかい | 야마모토 다이스케 |
| 제8화 | 2월 23일       | 여명 1개월의 가정부      | 余命1か月の家政夫        | Yuki Saito        |
| 제9화 | 3월 1일        | WE ARE FAMILY !!         | WE ARE FAMILY !!         | 루토 토이치로     |